# Chamaco (Antonio Borrero Morano)
Pour les articles homonymes, voir Chamaco, Borrero et Morano.
Antonio Borrero Morano dit « Chamaco », né le 13 septembre 1935 à Huelva (Espagne), mort le 11 novembre 2009 à Huelva, était un matador espagnol.

## Présentation
Antonio Borrero n’avait aucun antécédent taurin, n’était membre d’aucune dynastie taurine, mais il eut très jeune le goût de la corrida et l’idée de devenir matador. Durant son adolescence, il mena de front un travail d’apprenti peintre et la participation à des tientas, ce qui lui permit de débuter dans les arènes de sa ville natale en 1953.
Quelques mois après ses débuts, « Chamaco » se présenta comme novillero dans les arènes de Barcelone. Il déclencha un tel enthousiasme qu’il devint dès lors l’un des piliers de la temporada dans la Cité comtale. 
Après son alternative en 1956, il débuta au Mexique où son toréo spectaculaire lui permit de connaître également le succès.
En 1961, après une corrida à Barcelone, il annonça sa retraite, mais redescendit dans l’arène en 1963, jusqu’à sa retraite définitive en 1967, à la suite d’une corrida triomphale dans la capitale catalane.
Il est décédé le 11 novembre 2009 des suites d'une maladie d'Alzheimer.
Son fils Antonio se fera lui aussi matador ; il prendra le même apodo de « Chamaco ».

### Carrière
- Débuts en public : Huelva le 3 mai 1953
- Débuts en novillada avec picadors : Huelva le 4 juin 1953 aux côtés de Joselito Romero et José Moreno. Novillos de la ganadería de Juli Cossió.
- Alternative : Barcelone (Espagne) le 19 octobre 1956. Parrain, « Litri » ; témoin, Antonio Ordóñez. Taureaux de la ganadería de Antonio Urquijo.
- Confirmation d’alternative à Madrid : 21 mai 1958. Parrain, Julio Aparicio ; témoin, Luis Segura. Taureaux de la ganadería de Alipio Pérez-Tabernero.